# Ēriks Ešenvalds
Ēriks Ešenvalds (* 26. Januar 1977 in Priekule) ist ein zeitgenössischer lettischer Komponist, dessen Schwerpunkt auf Chormusik liegt.

## Leben
Ešenvalds studierte nach dem Schulabschluss von 1995 bis 1997 am Baptistischen Theologischen Seminar in Riga und anschließend an der Lettischen Musikakademie Jāzeps Vītols bei Selga Mence. Seinen Bachelor-Abschluss im Fach Komposition erwarb er dort im Jahr 2002, seinen Master-Abschluss 2004. In den folgenden Jahren besuchte er Meisterklassen unter anderem bei Michael Finnissy, Klaus Huber, Philippe Manoury und Jonathan Harvey. Von 2002 bis 2011 sang er im lettischen Staatschor.
2011 erhielt er das auf zwei Jahre vergebene Amt des Fellow Commoner in Creative Arts am Trinity College der University of Cambridge. Derzeit unterrichtet er Komposition an der Lettischen Musikakademie. Er ist verheiratet und hat vier Kinder.

## Auszeichnungen
- 2005, 2007, 2015: Lielā mūzikas balva (lettisch: „Großer Musikpreis“)
- 2006: Erster Platz des Tribune internationale des compositeurs in der Kategorie „Komponisten unter 30 Jahren“ für das Stück „The Legend of the Walled-in Woman“[1]
- 2011: Auszeichnung „Best Latvian Classical Album of the Year“ für die CD „At the foot of the Sky“, eingesungen durch den Lettischen Staatschor
- 2013: Auszeichnung „Best Latvian Classical Album of the Year“ für die CD „O Salutaris Hostia“, eingesungen durch den lettischen Jugendchor Kamēr… und Māris Sirmais
- 2015: Nominierung des Albums „Northern Lights“ für die Gramophone Classical Music Awards
- 2018:  Drei-Sterne-Orden, Offizier

## Werke und Einspielungen
Ešenvalds arbeitet mit zahlreichen internationalen renommierten Chören und Vokalensembles zusammen und seine Werke wurden auf diversen Musikfestivals aufgeführt. Folgende Platten enthalten ausschließlich Kompositionen von Ēriks Ešenvalds:
- Passion and Resurrection (Britten Sinfonia und Polyphony unter Stephen Layton, Hyperion Records, 2006)
- O Salutaris (Kamēr... unter Māris Sirmais, 2011)
- At the Foot of the Sky (Lettischer Staatschor unter Māris Sirmais, 2013)
- Northern Lights (The Choir of Trinity College, Cambridge unter Stephen Layton, Hyperion Records, 2015)
- St Luke Passion (Lettischer Rundfunkchor und Sinfonietta Riga, Ondine, 2016)
- The Doors of Heaven (Portland State Chamber Choir unter Ethan Sperry, 2017)

Für die World Choir Games, die 2014 in Riga als der damaligen Kulturhauptstadt Europas abgehalten wurden, komponierte Ešenvalds die offizielle Hymne zur Veranstaltung, das Stück My Song zu einem Text von Rabindranath Tagore. Neben Chormusik komponiert er auch Instrumental- und Kammermusik und 2007 wurde seine erste Oper Augļu koks ir Jāzeps („Joseph ist ein junger Fruchtbaum“, nach einem Bibelzitat aus 1. Mose 49,22 ) uraufgeführt. 2016 erfolgte durch den Rundfunkchor Berlin und das Deutsche Sinfonie-Orchester Berlin die Uraufführung seiner „multimedialen Symphonie“ Nordic Light, die sich mit den Polarlichtern befasst. Die deutsche Uraufführung von Ešenvalds‘ Trinity Te Deum fand 2015 in Köln mit dem Kammerchor St. Severin statt.